# 春雨曜日

『春雨曜日』（はるさめようび）は、2001年3月22日に発売された、シムス開発、NECインターチャネル販売のドリームキャスト用恋愛アドベンチャーゲームである。

## あらすじ
高校受験を失敗し、そのうえ失恋してしまった中垣祐。失意の彼は、叔母の経営する旅館「春雨」でのアルバイトの招きを受ける。最近、旅館周辺で不可解な事件が相次いでおり、男手が必要になったためらしい。気分を入れ替えたかったこともあり、祐はその申し出を受けることにした。

## 登場キャラクター
声優の名前は本作出演時のもの。
中垣祐
声：なし
主人公の少年。特技は剣道。
春雨ひより
声：桑島法子
祐の1歳年上の従姉。母の経営する旅館の手伝いをしている。家庭的で優しいが、甘えん坊なところもある。
綺羅
声：中川亜紀子
織部蛍
声：川澄綾子
明智小鈴
声：雪乃五月
ライラ・ララ・ラザルス
声：今井由香
葉山百合子
声：朴璐美

## スタッフ
- キャラクターデザイン・原画：田嶋安恵
- メインシナリオライター・シナリオ監修：大坂尚子
- ゲームデザイン・プロデューサー：澤村芳樹
- 総合プロデュース：多部田俊雄

## 関連書籍
- 春雨曜日 公式ガイド ソフトバンクパブリッシング ISBN 9784797316087 ※絶版